# Dasysphinx garleppi
Dasysphinx garleppi är en fjärilsart som beskrevs av Rothschild 1911. Dasysphinx garleppi ingår i släktet Dasysphinx och familjen björnspinnare. Inga underarter finns listade i Catalogue of Life.